# Michael Church

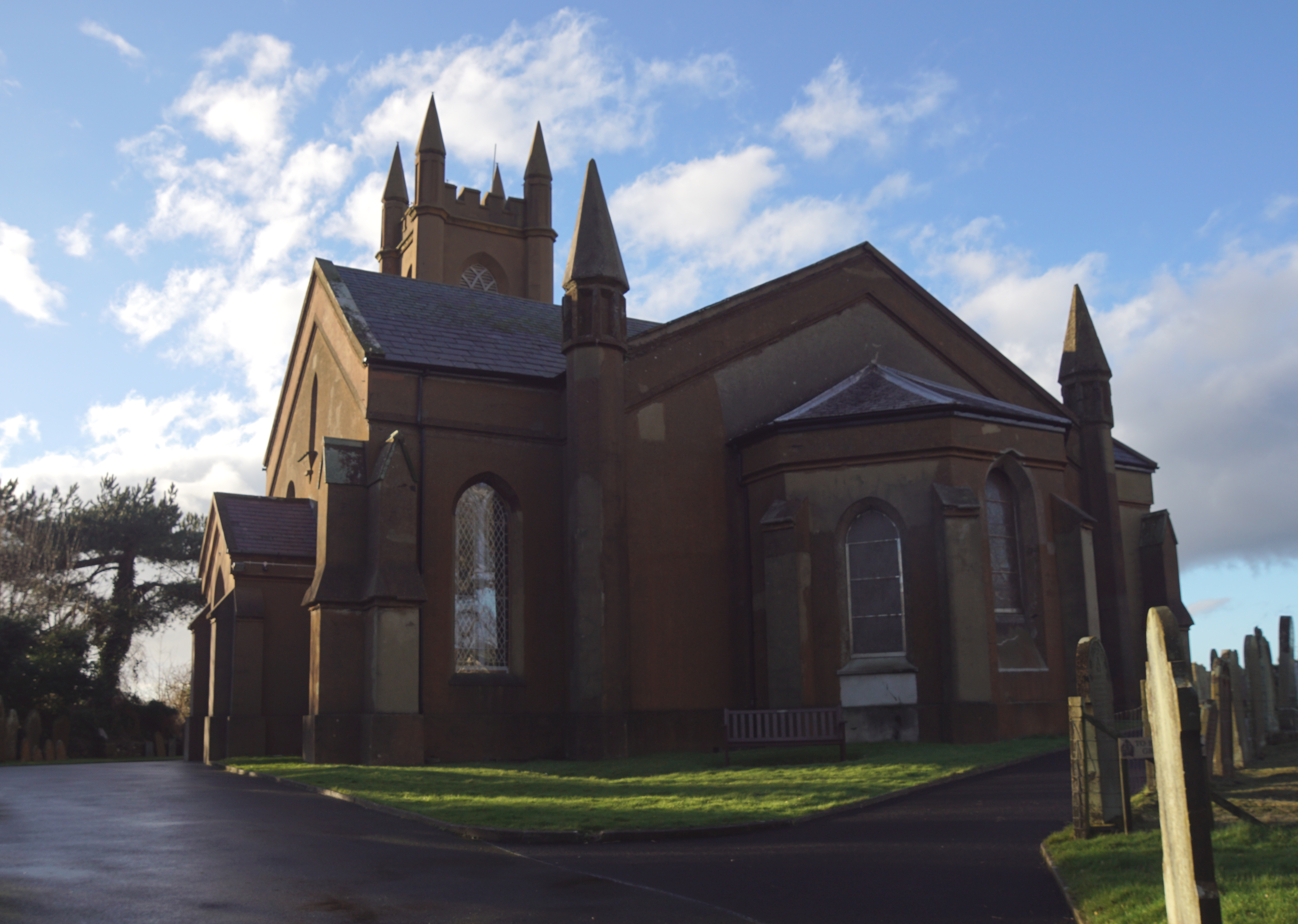
Michael Church vanuit het zuiden.

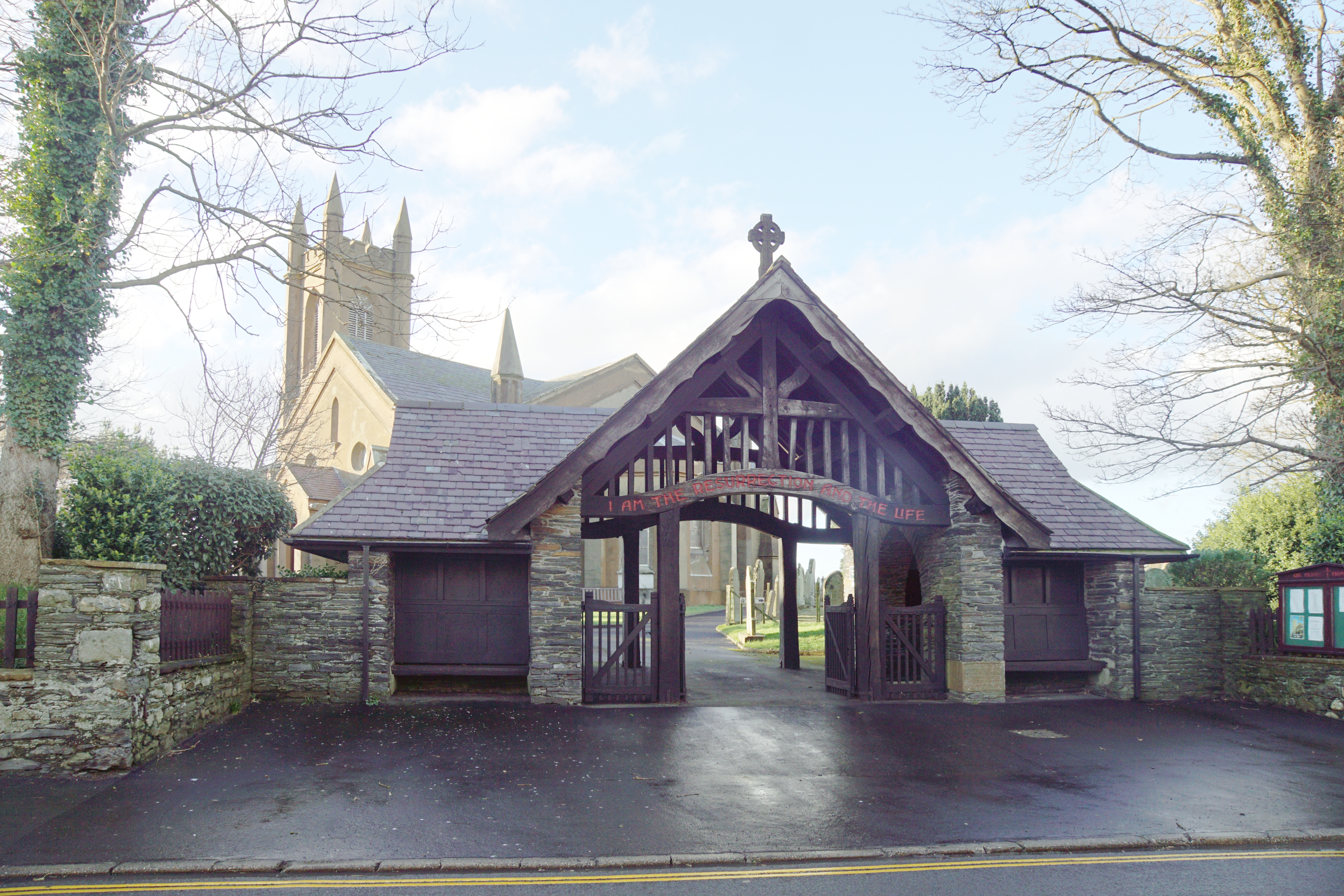
Het poortgebouw aan de straatzijde.

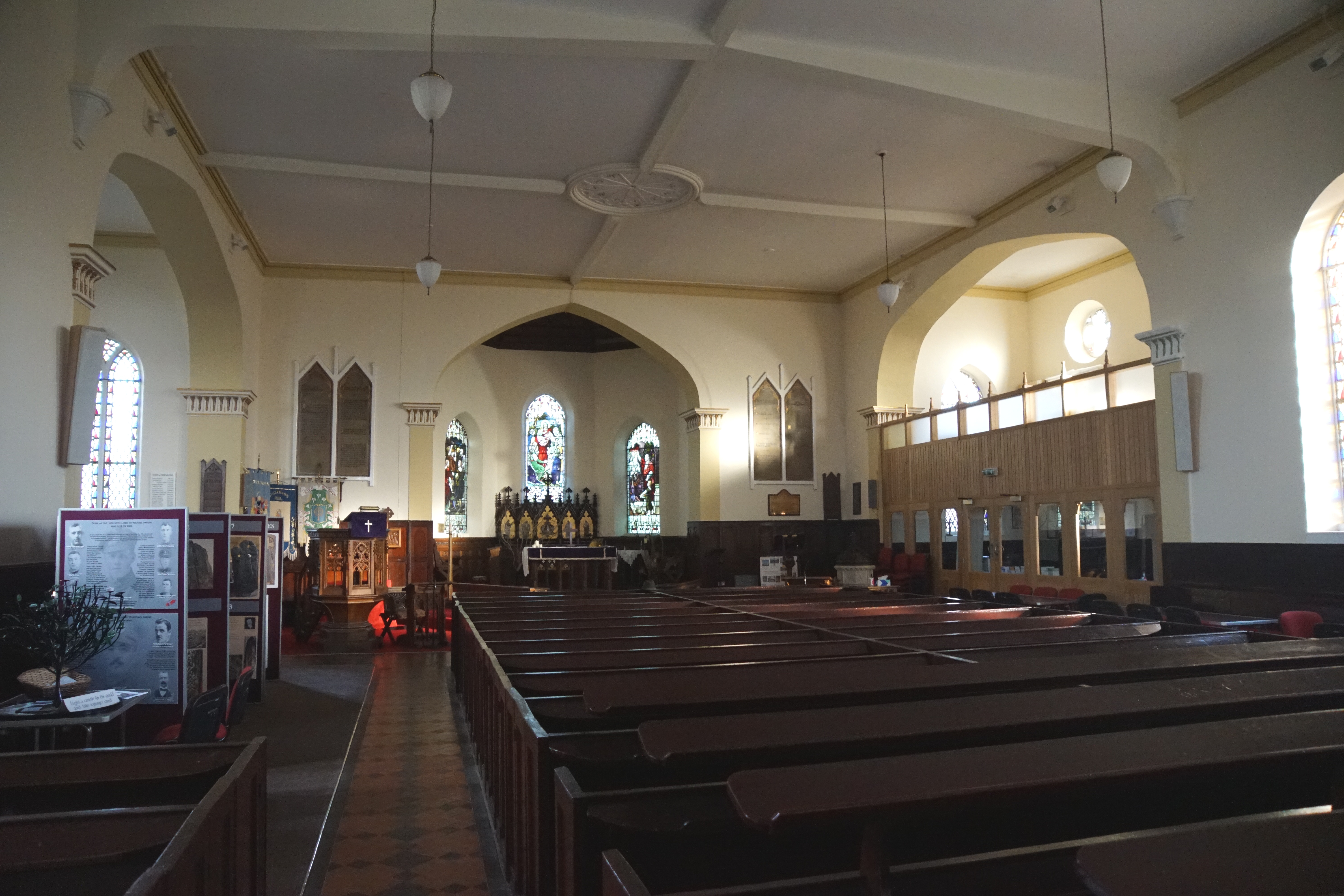
Interieur.

Michael Church, ook Kirk Michael en Michael Parish Church (Michael-parochiekerk), is een negentiende-eeuwse kerk, gelegen in Kirk Michael in de parish Michael op het eiland Man. 

## Geschiedenis
In de parish Michael bevond zich zeker al in 1240 een kerk, maar het is niet bekend op welke locatie deze stond.
Michael Church werd in 1834-1835 gebouwd ter vervanging van een eerdere kerk uit de jaren zeventig van de achttiende eeuw in opdracht van bisschop Ward naar een ontwerp van de familie Welch.

## Beschrijving
Michael Church ligt aan de westzijde van de Main Road in het centrum van het plaatsje Kirk Michael. Michael Church heeft een kruisvormige plattegrond en is west-oostelijk georiënteerd. De hoofdingang bevindt zich in het zuidelijk transept vanwege de ligging ten opzichte van de weg. Er is geen westelijke ingang. Zowel het schip als de transepten hebben puntdaken. De transepten zijn voorzien van torentjes op de hoeken net als de westelijke toren.
Het schip is vrijwel vierkant. Er is aan de oostzijde een apsis. 
Het doopvont komt uit de jaren dertig van de negentiende eeuw. De communietafel dateert van circa 1880 en werd ontworpen door Kelly & Son. De houten panelen dateren uit 1898 en werden beschilderd door Edith Morris, de vrouw van de dominee. De preekstoel is uit 1935 door de Kelly Bros. Het orgel staat aan het westelijk uiteinde van het schip. Het orgel is grotendeels gebouwd door Samuel Renn uit Manchester.
Het glasinlood in het oostraam stamt uit 1898 en werd gemaakt door Kayll & Co. De flankerende glasinloodramen zijn uit 1913.
Er is een oorlogsmonument voor de Eerste Wereldoorlog in de vorm van een marmeren tablet gemaakt door Archibald Knox. Eronder zijn stenen tabletten aangebracht voor de Tweede Wereldoorlog.
De kerk ligt in de zuidwestelijke hoek van een begraafplaats. De toegang tot het kerkterrein vanaf de weg wordt gemarkeerd door een open poortgebouw met houten overkapping, een zogenaamde lychgate.  Deze stamt uit 1907 en is van de hand van Armitage Rigby. In een hoek staat een zonnewijzer uit 1681. Het poortgebouw was oorspronkelijk bedoeld om de middeleeuwse kruisen te huisvesten, die in 1963 in de kerk werden geplaatst.
Op de begraafplaats zijn enige resten van het koor van de oude kerk uit 1776 overgebleven.

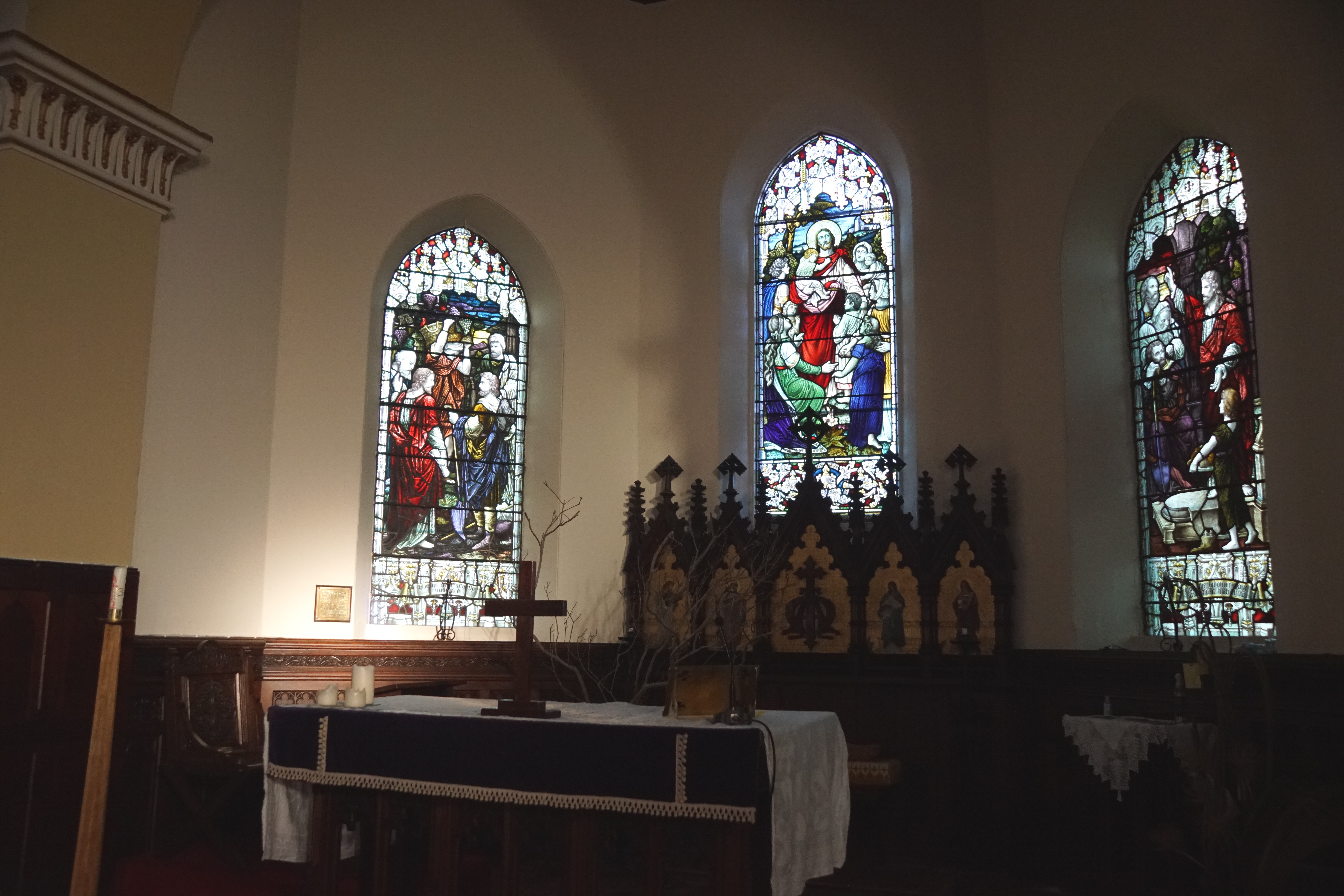
De apsis.
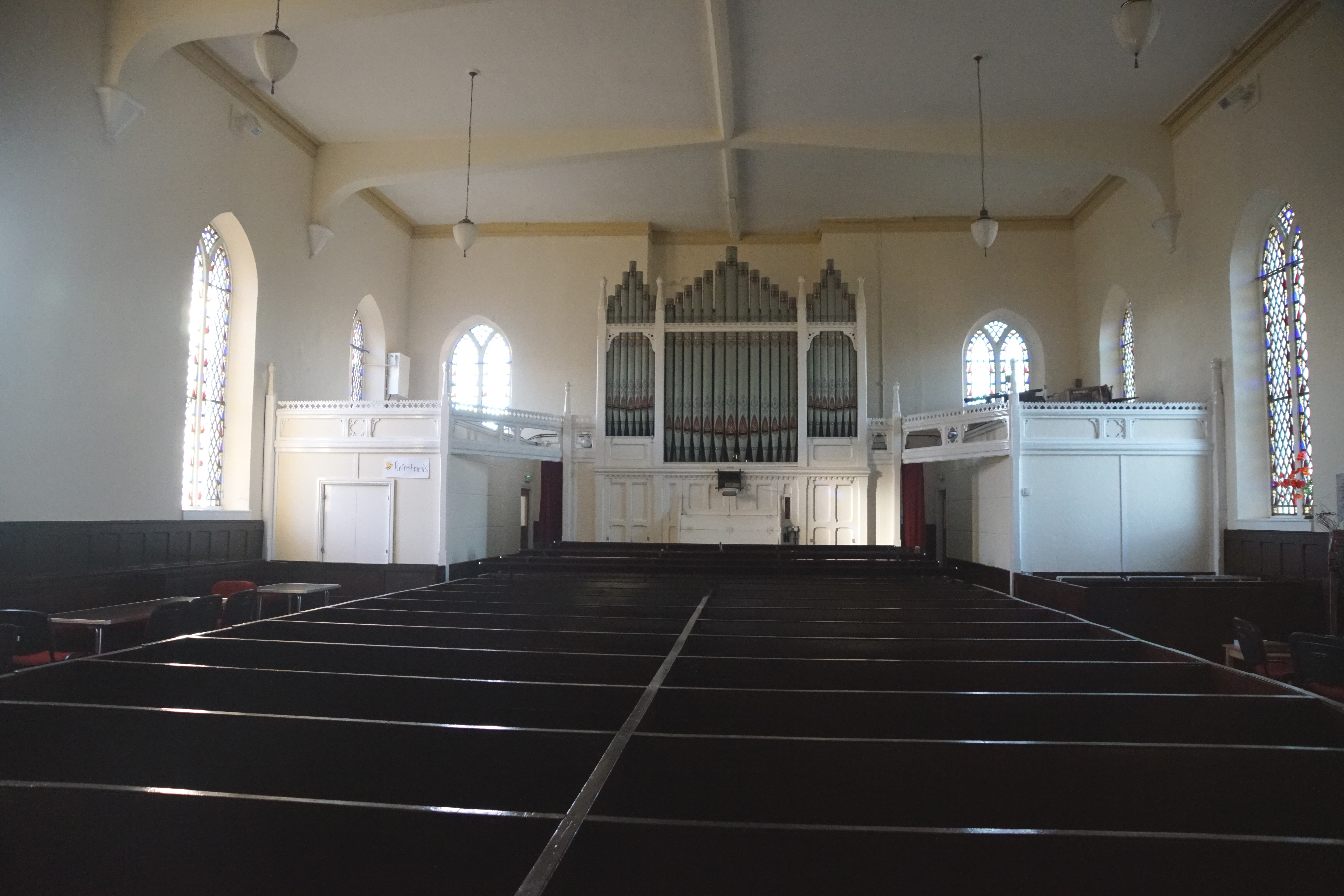
Interieur kijkende naar het westen: het orgel.
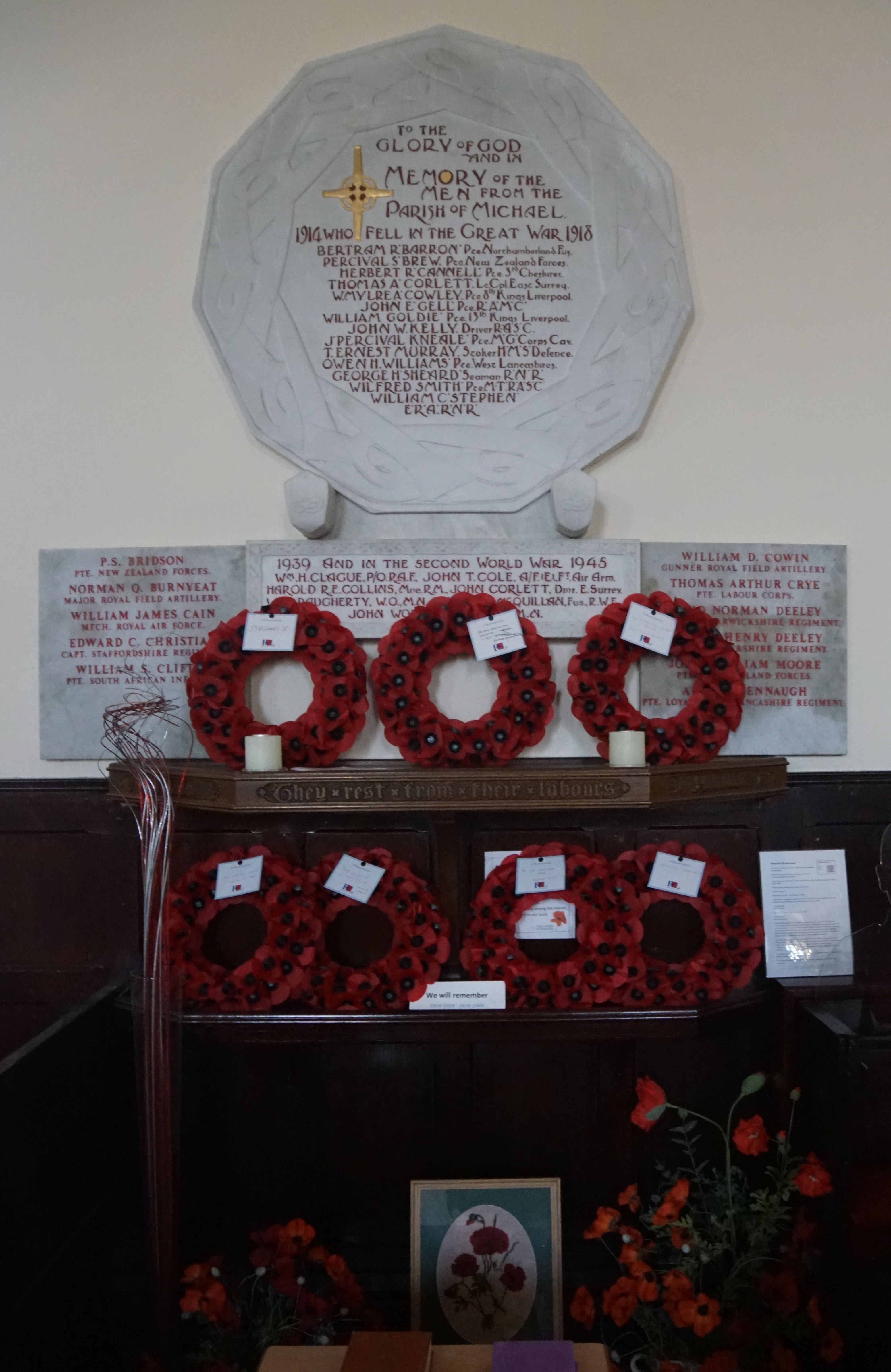
Oorlogsmonument.

### Kruisen

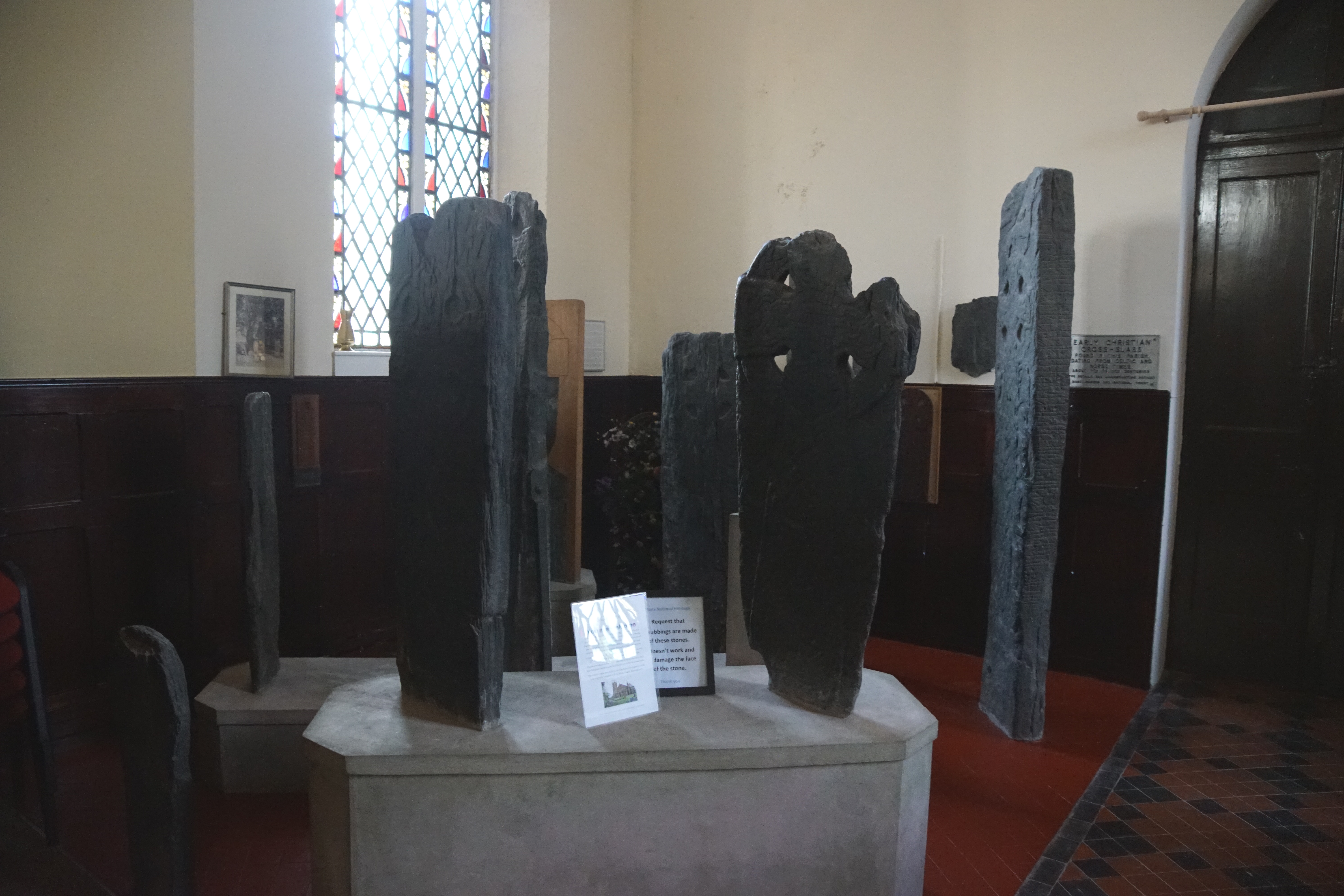
De collectie Viking-kruisen.

Aan de noordzijde van het noordelijk transept in Michael Church bevinden zich een verzameling van Viking-grafkruisen. Deze zijn gevonden in de parish Micheal. Anno 2024 worden er twaalf kruisen tentoongesteld. Volgens de nummering van de Manx National Heritage gaat het om de nummers 12, 94, 101, 102, 110, 116, 117, 123, 126, 129, 130 en 132.

#### Gaut's Cross
Nummer 101 is ook bekend onder de naam Gaut's Cross.  De steen dateert uit 930-950. Er is een keltisch kruis in reliëf afgebeeld. De versiering van vooral de schacht maakt dit vermoedelijk het werk van de beeldhouwer Gaut die ook genoemd wordt in de runen op deze steen. Er staat: Maelbrigde, zoon van Athakan (de) smid, heeft dit kruis opgericht voor zijn ziel... zijn broers vrouw, maar Gaut heeft dit gemaakt, en alle in Man. Ook het kruis bekend als Andreas 99 is door Gaut gemaakt.

#### Dragon Cross
Nummer 117 is ook bekend onder de naam Dragon Cross. Het kruis dateert uit 1030. Op beide zijden staat een keltisch kruis afgebeeld. Op beide kanten is aan beide zijden van de schacht een draak afgebeeld met een open bek, grote tanden en een peervormig oog. Dit is een element van de Ringerike-stijl. Andere versieringen zijn kenmerkend voor de Jellingestijl en de Mammen-stijl. Het kruis Maughold 122 is zeer gelijkend en is wellicht door dezelfde beeldhouwer gemaakt.

#### Nummer 129
Nummer 129 dateert uit de periode 930-970. Dit bovenste deel van een kruis werd in de kerkmuur aangetroffen halverwege de negentiende eeuw. In het midden van het keltische kruis staat een figuur met uitgestrekte armen en een aureool afgebeeld en stelt vermoedelijk Christus voor. Boven de kruisarmen is links een haan als symbool van de opstanding afgebeeld en rechts een gevleugelde figuur (een engel). Ook op de andere zijde is een keltisch kruis afgebeeld met linksboven een draak en rechtsboven een vogelfiguur die een mens lijkt aan te vallen. Op de rand is het laatste deel van een runen-inscriptie overgebleven die leest als Grim de Zwarte.

#### Mal Lumkun's Cross
Nummer 130 is ook bekend onder de naam Mal Lumkun's Cross. De steen werd in de oude kerk als latei gebruikt en werd in 1841 op de begraafplaats gezet. Op dit kruis staat de tekst in zowel runen als in ogham. De steen is 1,75 meter hoog. Er is aan de voorzijde een keltisch kruis op afgebeeld, vergezeld van een aantal geërodeerde figuren. Links van de schacht valt een hond een hert aan met eronder een figuur in een habijt die zijn hand uitstrekt naar het kruis en met zijn andere hand leunt op een staf. Rechts van de schacht staat een ongeïdentificeerd beest met eronder een zittende figuur die een harp bespeelt met daar weer onder een figuur leunend op een staf en zijn hand uitstrekkend. Op de achterzijde staat alleen de tekst in twee scripts: Maellomchon heeft dit kruis opgericht als herinnering voor zijn stiefmoeder Maelmuire, dochter van Dubgaill, de vrouw waarmee Athisl is getrouwd. In runen is tekst uitgebreid met het is een beter een goede stiefzoon achter te laten dan een slechte zoon.

#### Joalf's Cross
Nummer 132 is ook bekend onder de naam Joalf's Cross. De steen dateert uit de periode 950-975. Vanaf de negentiende eeuw stond deze steen langs de weg in het centrum van het dorp. In 1907 werd de steen bij de ingang van de kerk geplaatst en in 1963 in de kerk. Op beide zijden van de steen is een keltisch kruis afgebeeld. Het kruis is versierd met spiralen, kleinere keltische kruisen, knopen, honden die herten aanvallen en een ruiter gevolgd door een tweede paard. Onder het kruis  zijn twee geërodeerde draken in gebladerte afgebeeld met eronder een hond die een hert aanvalt. De runen op de steen lezen als: 'Joalf, zoon van Thorolf de Rode, heeft dit kruis opgericht ter nagedachtenis aan Frida, zijn moeder'. Boven deze inscriptie is een krijger afgebeeld met een speer in zijn rechterhand en een schild in zijn linkerhand.

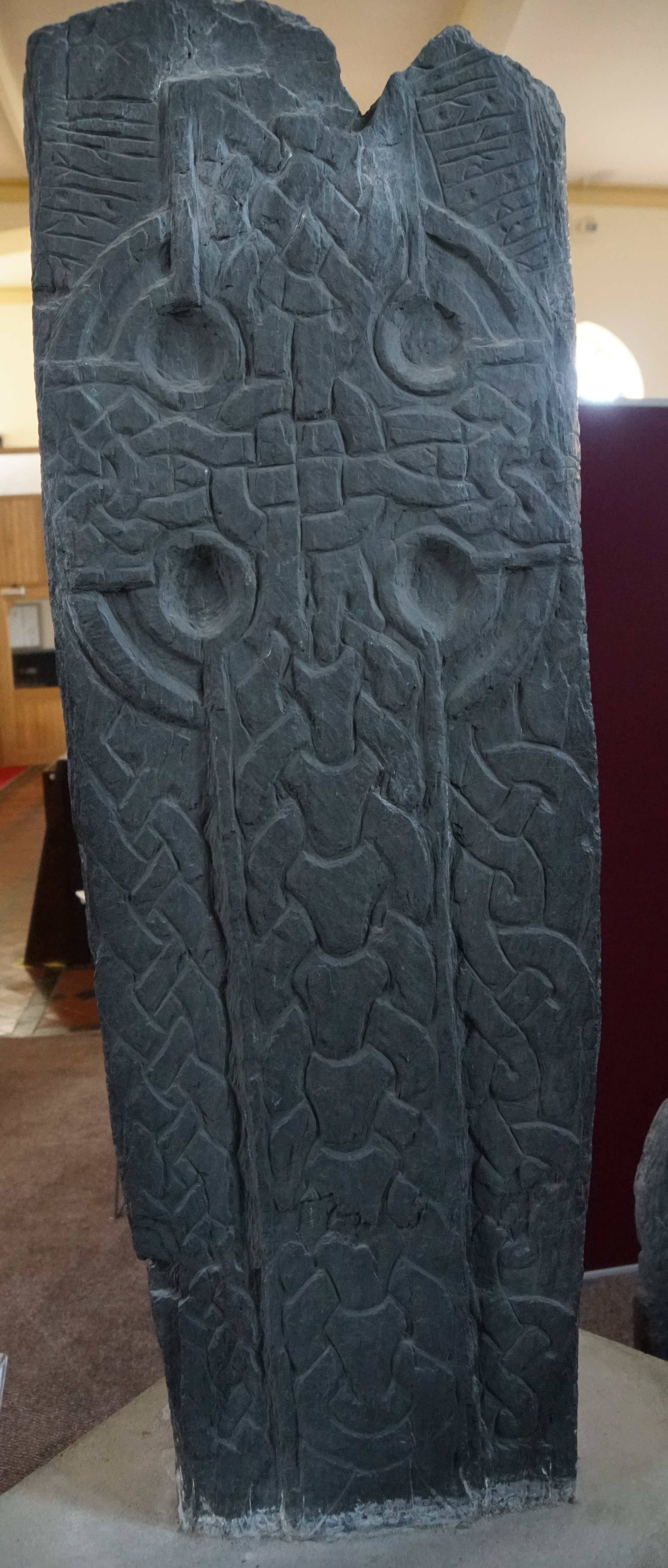
Gaut's Cross
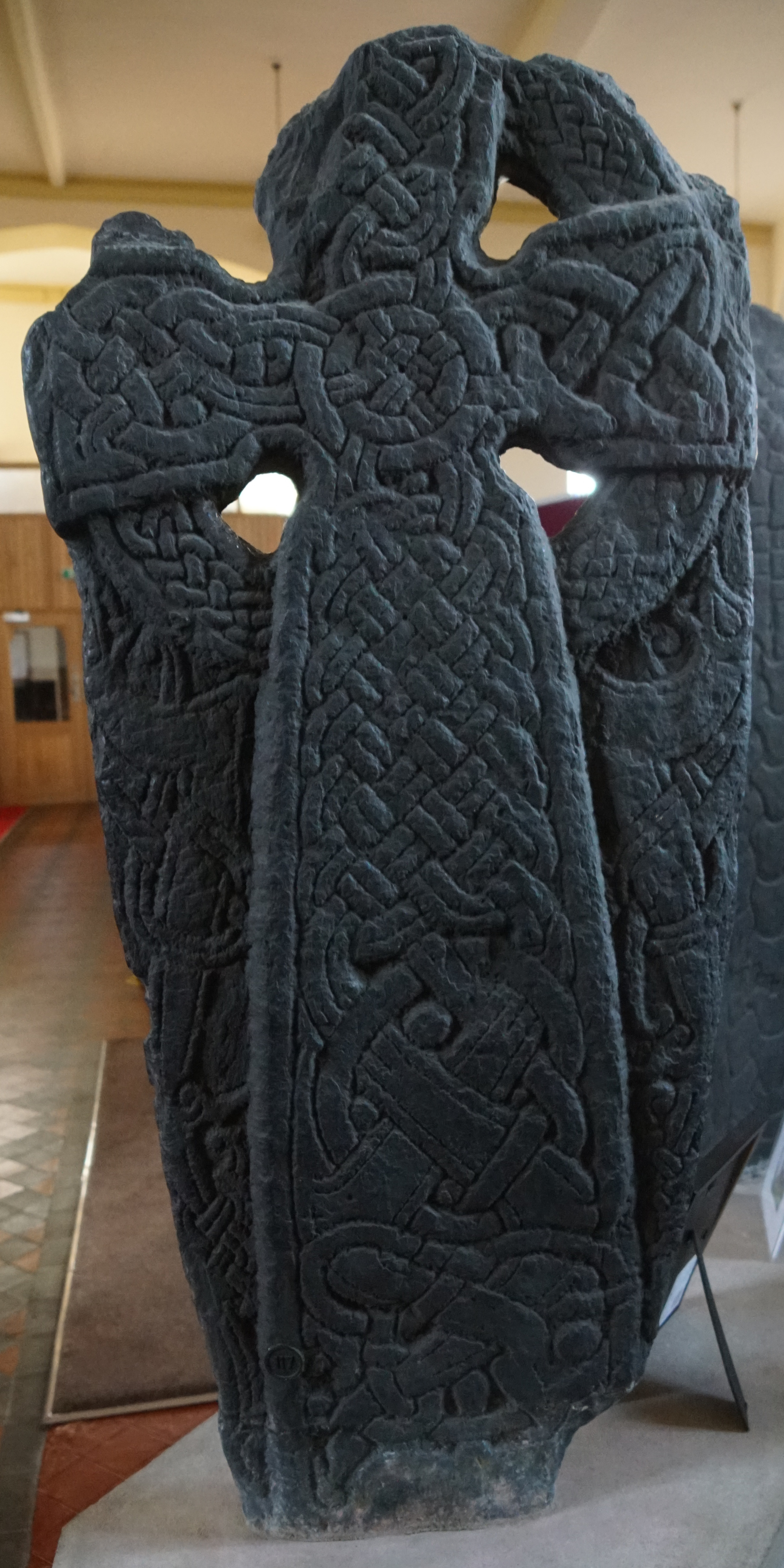
Dragon Cross
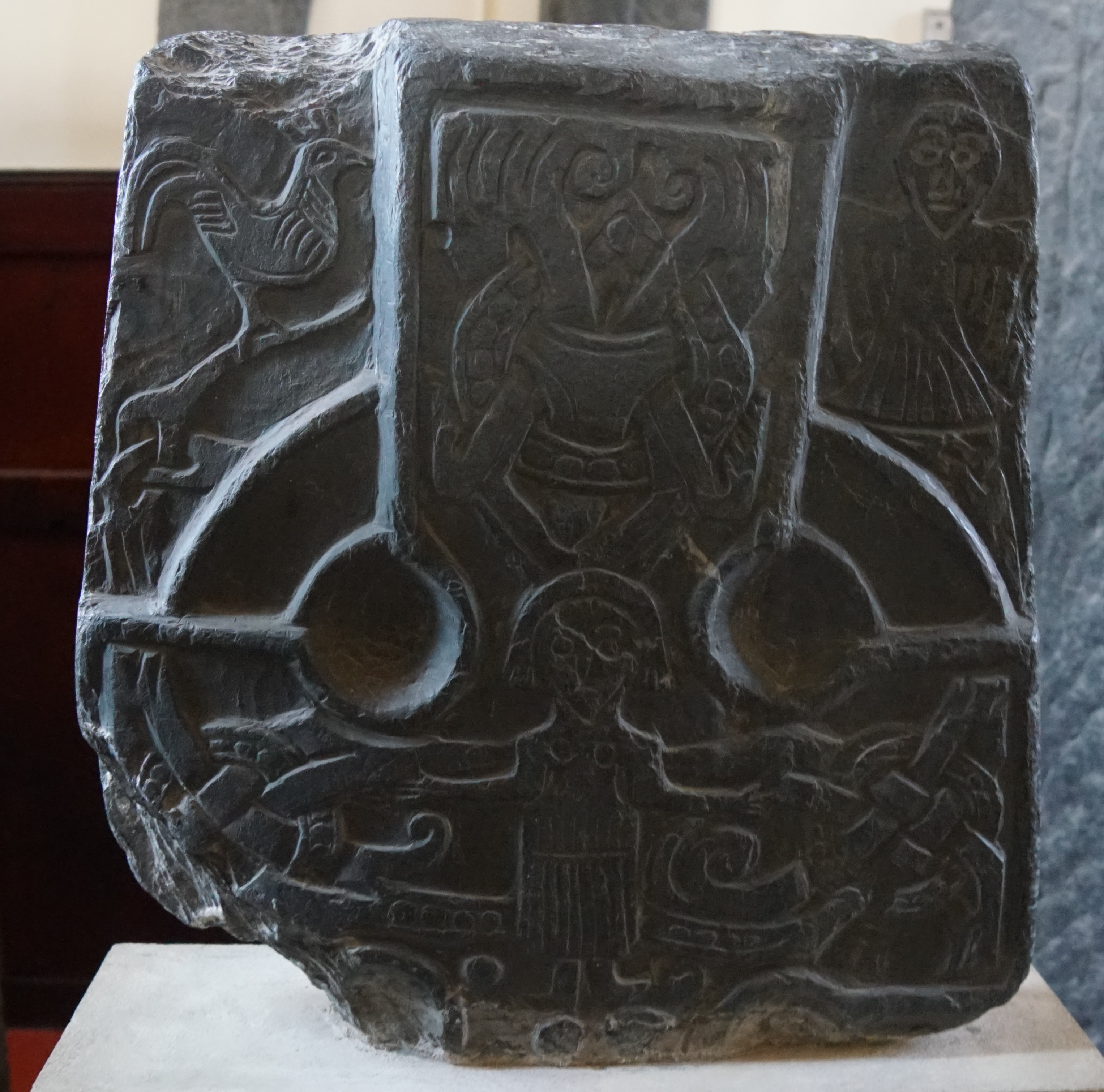
Nummer 129
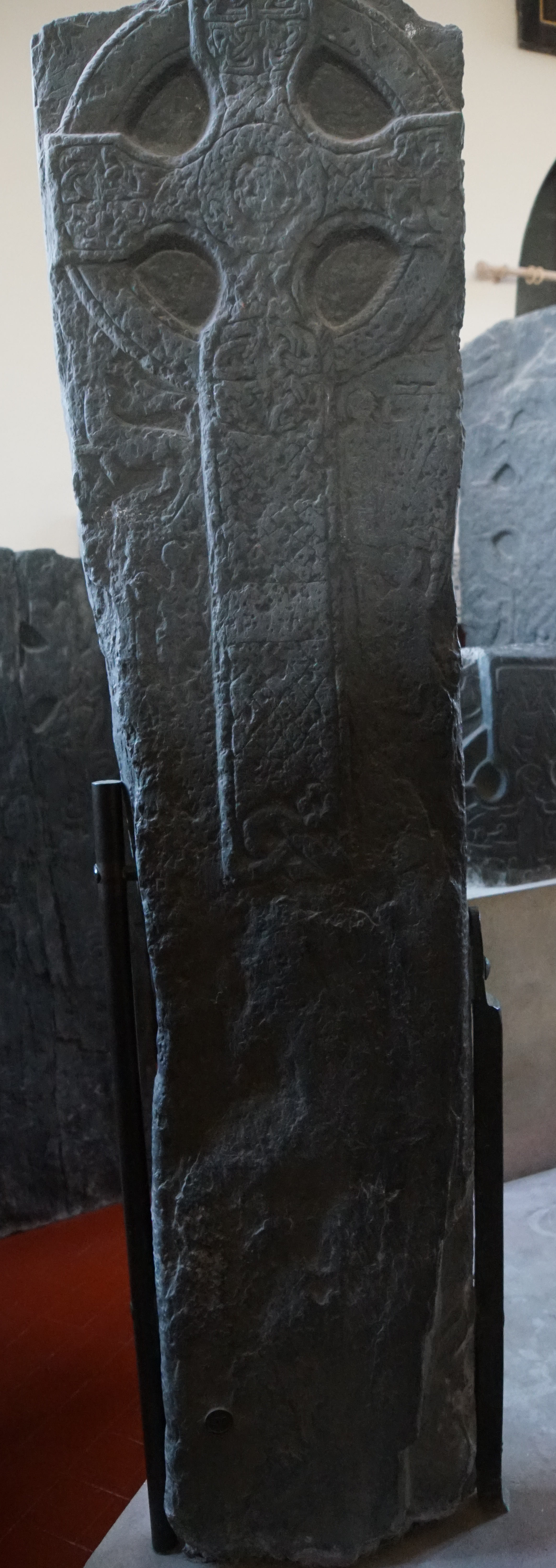
Mal Lumkun's Cross
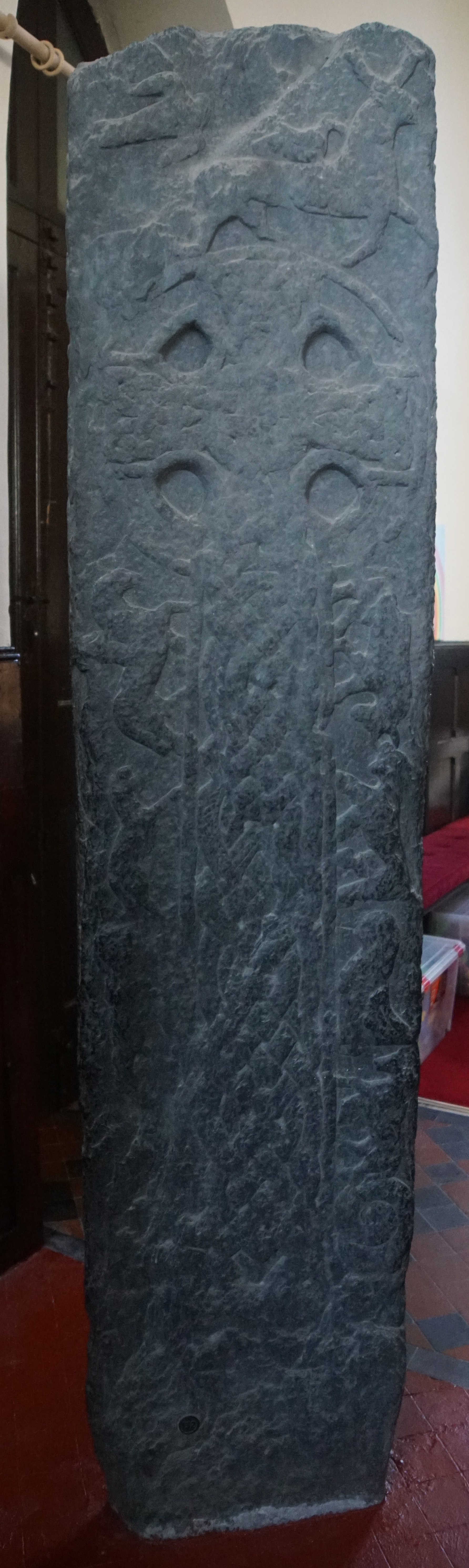
Joalf's Cross